# Вдовенко Петро Федорович
Петро Федорович Вдовенко (1927—1995) — новатор сільськогосподарського виробництва, голова колгоспу «Україна» Вінницького району Вінницької області Української РСР, двічі Герой Соціалістичної Праці (1958, 1959).

## Біографія
Народився 3 січня 1927 року в селі Стара Буда Бородянського району Київського округу (нині Київської області) в селянській родині.
У 1947—1953 роках працював у Вінницькому районі Вінницької області ветеринарним фельдшером: спочатку в Луко-Мелешківської, а потім — в Якушинецької зооветеринарних ділянках.
З 1953 року працював головою колгоспу «Україна» Вінницького району Вінницької області.
Член КПРС з 1953 року. Делегат XXI з'їзду Комуністичної партії України (1960).

## Нагороди
- Двічі Герой Соціалістичної Праці (26.02.1958, 25.12.1959) — за заслуги в розвитку сільського господарства [2];
- орден Леніна (26.02.1958);
- медалі.